# Državni sekretar Republike Slovenije
Državni sekretar Republike Slovenije je funkcionar ministrstva Republike Slovenije, ki deluje kot pomočnik in namestnik ministra. Sodeluje pri vodenju ministrstva in ga zastopa v medresornih delovnih telesih vlade na področjih, ki jih pokriva ministrstvo, ter z generalnim sekretarjem sodeluje pri pripravi proračuna in izvajanju internih aktov ministrstva. Ministra lahko, s pooblastilom, nadomešča pri poročanju o delu ministrstva na sejah vlade ter predstavljanju ministrstva doma in v tujini, ne more pa v imenu ministra izdajati predpisov ali glasovati na sejah vlade.
Državnega sekretarja imenuje vlada na predlog ministra. Vsako ministrstvo ima lahko hkrati največ dva državna sekretarja, razen ministrstva, pristojnega za finance, ki ima lahko največ štiri. Državni sekretar je lahko dodeljen tudi ministru brez resorja, vendar največ eden. Njegov mandat je vezan na mandat ministra, lahko pa se konča tudi predčasno z odstopom ali vladno razrešitvijo.